# Предглазничное окно

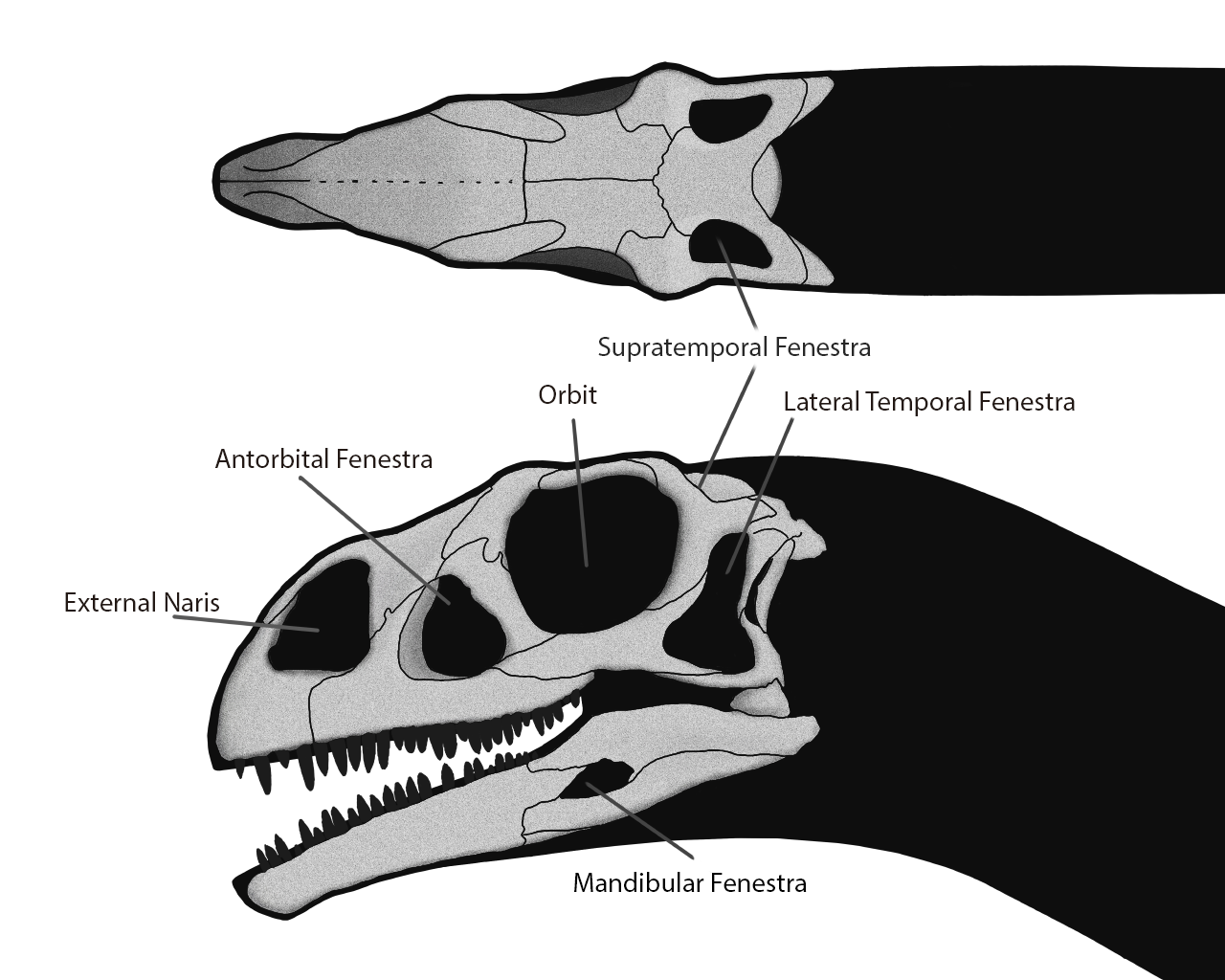
Предглазничное окно вместе с другими окнами черепа на примере динозавра массоспондила.

Предглазничное окно, или предглазничное отверстие (лат. Antorbital fenestra) — отверстие в черепе, которое располагается перед глазницами. Данная особенность черепа во многом связана с архозаврами и впервые появилась в триасовом периоде. Среди сохранившихся архозавров предглазничное окно сохранилось у птиц, тогда как крокодилы утеряли его. Считается, что утрата крокодилами предглазничноего окна связана со структурными потребностями черепов для увеличения силы укуса и с особенностями кормления, которое эти животные используют. У некоторых видов архозавров окно закрылось, но его местоположение всё ещё отмечено впадиной, или ямкой, на поверхности черепа, называемой предглазничной ямкой.
В предглазничном окне располагаются придаточные пазухи, которые сливаются с соседней носовой капсулой. Несмотря на то, что крокодилы утратили предглазничное окно, придаточные пазухи у них сохранились.
У тероподовых динозавров предглазничное окно является самым большим отверстием в черепе. С точки зрения систематики, наличие предглазничного отверстия является синапоморфией, которая объединяет тетануров как кладу. Большинство птицетазовых динозавров, наоборот, уменьшает размер или вовсе утрачивает предглазничное окно, например, гадрозавры и род протоцератопсы. Закрытое предглазничное окно отличает протоцератопсов от прочих цератопсов.